# Galaxie du Têtard
La galaxie du Têtard (ou UGC 10214) est une galaxie spirale barrée particulière située dans la constellation du Dragon.

## Description
Sa vitesse par rapport au fond diffus cosmologique est de 9 349 ± 3 km/s, ce qui correspond à une distance de Hubble de 137,9 ± 9,7 Mpc (∼450 millions d'al).
La classe de luminosité de UGC 10214 est III et elle présente une large raie HI.
UGC 10214 figure dans l'atlas des galaxies particulières d'Halton Arp sou la cote Arp 188.

## Galaxie en interaction
UGC 10214 est célèbre pour sa morphologie particulière qui présente notamment un long panache d'étoiles et de gaz, semblant s'échapper de la galaxie et qui a valu son surnom. Cette longue trainée, que l'on appelle une queue de marée, s'étend sur environ 120 kpc (∼391 000 al) en direction de l'est et résulte du passage rapproché d'une petite galaxie naine « intruse » avec UGC 10214. Lors de cette rencontre, il y a une centaine de millions d'années, les forces de marée engendrés par le passage de la galaxie compagnon ont éjecté une grande quantité d'étoiles et de nuages de gaz, dispersés à présent autour de la galaxie spirale sur de vastes distances comme nous le montre la présence de la queue.
La queue de marée d'UGC 10214 contient de nombreux amas stellaires abritant de jeunes étoiles bleues. L'âge de ces amas varie entre 3 et 10 millions d'années.  Au milieu de la queue se trouvent deux vastes nœuds d'étoiles, le plus grand ayant un rayon d'environ 161 pc (∼525 al), qui pourraient correspondre à des galaxies naines naissantes. Le reste de la galaxie présente lui aussi une structure très perturbée comme le suggère le bras spiral sud à demi disloqué et au niveau duquel se trouve encore la petite galaxie responsable de ce chaos.

## Supernova
La supernova SN 2008dq a été découverte dans UGC 10214 le 25 juin 2008 par J. Leja, W. Li et A. V. Filippenko de l'Université de Berkeley dans la cadre du programme LOTOSS de l'observatoire Lick. D'une magnitude apparente de 18,3 au moment de sa découverte, elle était de type Ic.